# Pematang Siantar

Überblick der Kecamatan in der Stadt

Pematang Siantar (auch: Pematangsiantar) ist eine autonome Stadt (Kota) in der Provinz Nordsumatra der indonesischen Insel Sumatra.  Im Zuge der Kolonialzeit entwickelte sich die Stadt nach Medan zur zweitgrößten der Insel. Die Einwohnerzahl beträgt Mitte des Jahres 2023 275.190, davon sind 50,76 Prozent Frauen (139.967).

## Geographie und Lage
Pematang Siantar liegt nordöstlich des Toba-Sees, etwa 128 Kilometer von der Provinzhauptstadt Medan entfernt in durchschnittlicher Höhe zwischen 400 und 500 Metern. Geografisch erstreckt es sich zwischen 2°53′20″ und 3°01′00″ nördlicher Breite sowie zwischen 99°01′00″ und 99°06′35″ östlicher Länge. Die Stadt ist ringsum vom Regierungsbezirk indonesisch Kabupaten Simalungun umgeben.

### Wetter und Klima
In der Stadt herrscht ebenso wie in ganz Indonesien tropisches Regenwaldklima (feuchttropisches Klima), es gibt eine trockene Jahreszeit und die Regenzeit. Im Jahr 2020 gab es den meisten Niederschlag im November (an 21 Tagen), der Januar hatte nur sechs Regentage mit 50 mm Niederschlag. Am wärmsten war es im Juni (30,9 °C), am kältesten im Dezember (20,4 °C) – Jahresdurchschnitt 25,18 °C. Die Luftfeuchtigkeit war im Oktober am niedrigsten (65 %), am höchsten im April (95 %) – Jahresdurchschnitt 84 Prozent. Im Jahr 2020 schien von Februar bis März sowie im August am meisten die Sonne (55 %), im Dezember am wenigsten (37 %), hier betrug der Jahresdurchschnitt 55 Prozent.

## Verwaltungsgliederung
Administrativ unterteilt sich Pematan Siantar in acht Distrikte (Kecamatan) mit 53 Dörfern städtischen Typs (indonesisch Kelurahan). 2020 gab es 59.627 Haushalte mit durchschnittlich 4,5 Personen.
| Code 1   | Kecamatan Distrikt    | Ibu Kota Verwaltungssitz | Fläche (km²) | Einw. 2010 2 | Volkszählung 2020 | Volkszählung 2020 | Volkszählung 2020 | Anzahl der Kelurahan |
| Code 1   | Kecamatan Distrikt    | Ibu Kota Verwaltungssitz | Fläche (km²) | Einw. 2010 2 | Einw. 3           | 0Dichte 40        | Sex Ratio 5       | Anzahl der Kelurahan |
| -------- | --------------------- | ------------------------ | ------------ | ------------ | ----------------- | ----------------- | ----------------- | -------------------- |
| 12.72.01 | Siantar Timur         | Tomunan                  | 45,20        | 38.454       | 36.744            | 812,9             | 95,57             | 7                    |
| 12.72.02 | Siantar Barat         | Timbang Galung           | 32,05        | 34.984       | 37.896            | 1.182,4           | 96,27             | 8                    |
| 12.72.03 | Siantar Utara         | Sukadame                 | 36,50        | 46.423       | 49.886            | 1.366,7           | 98,27             | 7                    |
| 12.72.04 | Siantar Selatan       | Kristen                  | 20,20        | 17.101       | 17.447            | 863,7             | 90,93             | 6                    |
| 12.72.05 | Siantar Marihat       | Marihat                  | 78,25        | 17.872       | 20.933            | 267,5             | 97,30             | 7                    |
| 12.72.06 | Siantar Martoba       | Martoba                  | 180,22       | 38.368       | 50.350            | 279,4             | 100,69            | 7                    |
| 12.72.07 | Siantar Sitalasari    |                          | 227,23       | 26.854       | 34.323            | 151,0             | 101,85            | 5                    |
| 12.72.08 | Siantar Marimbun      |                          | 180,06       | 14.642       | 20.675            | 114,8             | 96,12             | 6                    |
| 12.14    | Kota Pematang Siantar | Kota Pematang Siantar    | 799,71       | 234.698      | 268.254           | 335,4             | 98,77             | 53                   |

## Demographie
Die Stadt und ihre Umgebung sind das Siedlungsgebiet der Simalungun-Batak, einer von mehreren Batakvolksgruppen (wie den Angkola-, Mandailing-, Toba-, Pakpak- und Karo-Batak). Heute finden sich dort zudem Chinesen, Achinesen, ethnische Malaien, Minangkabau, sowie umgesiedelte Javaner, aber auch Sikh, Araber und Tamilen.

Zur siebten Volkszählung im September 2020 (indonesisch Sensus Penduduk – SP2020) lebten in der Stadt 268.254 Menschen, davon 135.639 Frauen (50,56 %) und 132.615 Männer (49,44 %). Gegenüber dem letzten Zensus (2010) sank der Frauenanteil um 0,63 % (120.137 Frauen ÷ 114.561 Männer).
 Die Einwohnerentwicklung: 1990 – 219.328, 2000 – 241.524, 2010 – 234.698, 2015 – 247.411.
Die Mehrheit der Einwohner der Stadt Pematang Siantar bekennt sich zum Christentum (50,13 %) bzw. zum Islam (45,54 %). 88,5 Prozent der 137.554 Christen sind Protestanten. Erwähnenswert sind noch 11.574 Buddhisten, also 4,22 Prozent.

im Jahr 2020 gab es 131 große und 61 kleinere Moscheen (Langgar/Musholla) sowie 214 Kirchen (davon 203 protestantische), außerdem drei Hindu-Tempel und 49 buddhistische Klöster. Im Distrikt Siantar Martoba gibt es die meisten Moscheen (35), in Siantar Timur die meisten Kirchen (41).

### Soziale Daten 2020
| Merkmal                                                            | Kabupaten | 0Provinz Sumatra Utara0 |
| ------------------------------------------------------------------ | --------- | ----------------------- |
| Bev. unterh. der Armutsgrenze (Tsd.)0                              | 21,23     | 1.283,29                |
| Anteil der „armen Bevölkerung“ (indonesisch Penduduk miskin) (%)00 | 08,27     | 08,75                   |
| Arbeitslosenrate (%)                                               | 011,50    | 006,91                  |
| Lebenserwartung (in Jahren)                                        | 73,55     | 069,10                  |
| HDI-Index                                                          | 78,75     | 071,77                  |
| Analphabetenrate (in %, > 15 J.)                                   | 0         | 000,84                  |
| Abhängigenquotient (%)                                             | 47,16     | 048,32                  |
| Anteil der Altersgruppen                                           | 0Real0    | 0Prozentual0            |
| Kinder (<15 J.)                                                    | 66.5070   | 024,79                  |
| arbeitsfähige Bevölkerung (15–64 J.)                               | 182.2840  | 067,95                  |
| Rentner und Pensionäre (>65 J.)                                    | 019.4630  | 007,26                  |

### Aktuelle Bevölkerungsdaten vom Jahresende 2022
Nachfolgende Tabelle gibt den Einwohnerstand am 31. Dezember 2022 wieder.
| Kecamatan             | Fläche km² | Einwohner gesamt | Männer  | Frauen  | Dichte Einw. je km² | Sex Ratio (100 M/F) |
| --------------------- | ---------- | ---------------- | ------- | ------- | ------------------- | ------------------- |
| Siantar Timur         | 4,17       | 38.557           | 18.876  | 19.681  | 9.246,3             | 95,91               |
| Siantar Barat         | 3,36       | 39.473           | 19.357  | 20.116  | 11.747,9            | 96,23               |
| Siantar Utara         | 4,07       | 50.837           | 25.223  | 25.614  | 12.490,7            | 98,47               |
| Siantar Selatan       | 2,17       | 17.936           | 8.570   | 9.366   | 8.265,4             | 91,50               |
| Siantar Marihat       | 7,74       | 21.205           | 10.448  | 10.757  | 2.739,7             | 97,13               |
| Siantar Martoba       | 16,54      | 51.630           | 25.781  | 25.849  | 3.121,5             | 99,74               |
| Siantar Sitalasari    | 22,90      | 34.301           | 16.993  | 17.308  | 1.497,9             | 98,18               |
| Siantar Marimbun      | 16,46      | 20.453           | 9.945   | 10.508  | 1.242,6             | 94,64               |
| Kota Pematang Siantar | 77,41      | 274.392          | 135.193 | 139.199 | 3.544,7             | 97,12               |

## Geschichte

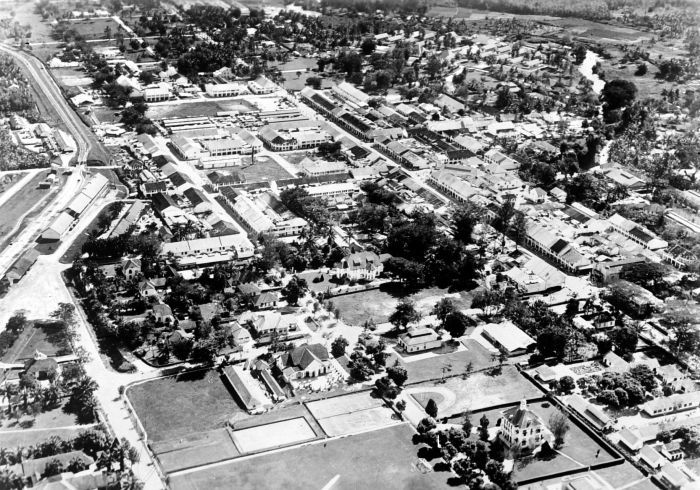
Luftaufnahme der Stadt, 1938

Gegründet 1871, entwickelte sich die Stadt während der Kolonialzeit nach Medan zur zweitgrößten der Insel.
Die Herrschaft über die Siedlung lag bis zum Einzug der Niederländer im Jahr 1907 in den Händen der Damanik, einem Stamm der Volksgruppe der Simalungun. Mit Tuan Sangnawaluh Damanik hatten sie ihren letzten König. Sodann fiel Pematang Siantar unter koloniale Verwaltung und verblieb dort bis 1942, als Japan den Landstrich annektierte.  Bis 1915 war aus dem Siedlungsgebiet ein Städtchen mit 3700 Einwohnern gewachsen. Ab diesem Zeitpunkt wuchs die Stadt erheblich, denn sie lag an einer günstigen Schnittstelle zwischen den Plantagenländereien und dem Batak-Hochland.

### Verwaltungsgeschichte
Zunächst als Gemeinde (indonesisch Kota Madya) gebildet, wurde sie später zur Stadt erhoben und im Jahr 1981 durch den Regierungsbeschluss 35 zu einer unabhängigen Stadt (indonesisch Kota), die gleichberechtigt mit den Regierungsbezirken (Kabupaten) war. Als administrative Einheit der 2. Verwaltungsstufe bestand sie bei Gründung aus den vier nach Himmelsrichtungen benannten Kecamatan, diese untergliedert in 29 Kelurahan. Der damalige Gouverneur der Provinz Sumatera Utara „weihte“ die Kota am 17. März 1982 ein.
- 1986 wurden neun Desa aus dem umgebenden Kabupaten Simalungan in das bestehende Stadtgebiet eingegliedert und daraus zwei neue Kecamatan gebildet: Siantar Martoba (2 Dörfer) und Siantar Marihat (7 Dörfer).[7]
- Durch die Regionalverordnungen 3 und 6 des Jahres 2007 wurden die beiden Kecamatan Siantar Sitalasari und Siantar Maiumbun gebildet. Zudem erfolgte im gleichen Jahr die Bildung zehn neuer Kelurahan (PERDA Nr. 6 bis 9/2007).

## Verkehr und Tourismus
Ausgangspunkt des Handelswachstums und später des Tourismus war die Entwicklung der Verkehrsinfrastruktur, begründet durch den Bau der Eisenbahn. Hier endet die abgezweigte Eisenbahnverbindung der 128 km nördlicher gelegenen Provinzhauptstadt Medan. 1883 wurde die erste private Eisenbahngesellschaft (Deli Spoorweg Maatschappij) gegründet und stand bis 1957 unter Verwaltung der Niederländer. Danach wurde sie verstaatlicht. Dieser infrastrukturelle Vorteil wird heute durch den Tourismus genutzt. Daneben ist allerdings auch der Trans-Sumatra-Highway, der die Stadt unmittelbar anbindet, von Bedeutung.
Als öffentliches Nahverkehrsmittel werden in Pematang Siantar BSA-Motorräder (Becak) eingesetzt. Diese Zweiradfahrzeuge besitzen einem Hubraum von 500 cm³ und werden als Autorikschas verwendet. Sie sind an ihrem unverwechselbar lauten Geräusch zu erkennen. Da es keine Ersatzteilversorgung gibt, sind die meisten sehr individuell und liebevoll modifiziert und repariert.
Pematang Siantar ist ein landwirtschaftliches Handelszentrum für Reis, Tee, Tabak und Ölpalmen, wobei aus Letzteren die Polymere Gummi und Kunstfasern erzeugt und gehandelt werden.
Pematang Siantar liegt bereits im Batakgebiet und ist daher von erhöhtem kulturellen Interesse. Auf dem örtlichen Markt werden die Güter der Batak abgesetzt, wie beispielsweise das Ulos. Unweit liegen die Städte Berastagi und Kabanjahe, letztere Regierungssitz des Regierungsbezirks Karo, dahinter liegen der Vulkan Sinabung und der Tobasee, beides häufig besuchte Regionen.
50 km vom bekannten Touristenzentrum Parapat am Toba-See entfernt, ist Pematang Siantar oft Zwischenstation für Touristen, die zum größten See Indonesiens und in den zentralen Tapanuli-Bezirk reisen wollen. Als Stadt, die den Tourismus in der Umgebung fördert, verfügte Pematang Siantar 2018 über 47 Hotels (davon 12 mit mindestens einem Stern) und 268 Restaurants.
1993 erhielt die Stadt für ihre Sauberkeit und Umweltverträglichkeit den Adipura Pokal. Aufgrund der ordnungsgemäßen Verkehrskontrolle gewann Pematang Siantar 1996 auch den Wahana Tata Nugraha Cup. Der Industriesektor ist aufgrund seiner zentralen Lage im Bezirk Simalungun das Rückgrat der Wirtschaft der Stadt und besteht aus mittelgroßen bis großen Industriestandorten.

## Persönlichkeiten
- Günther Schulze (* 1927 in Pematang Siantar; † 1994 in Hamburg), deutscher Landschafts- und Gartenarchitekt
- Wiecher Zwanenburg (* 1933 in Pematang Siantar; † 2024), niederländischer Romanist und Linguist

## Bilder zu den Ureinwohnern (Simalungun-Batak)
Es handelt sich zu 2/3 um eine Auswahl historischer Bilder (gestellt vom Tropenmuseum Amsterdam, Niederlande)

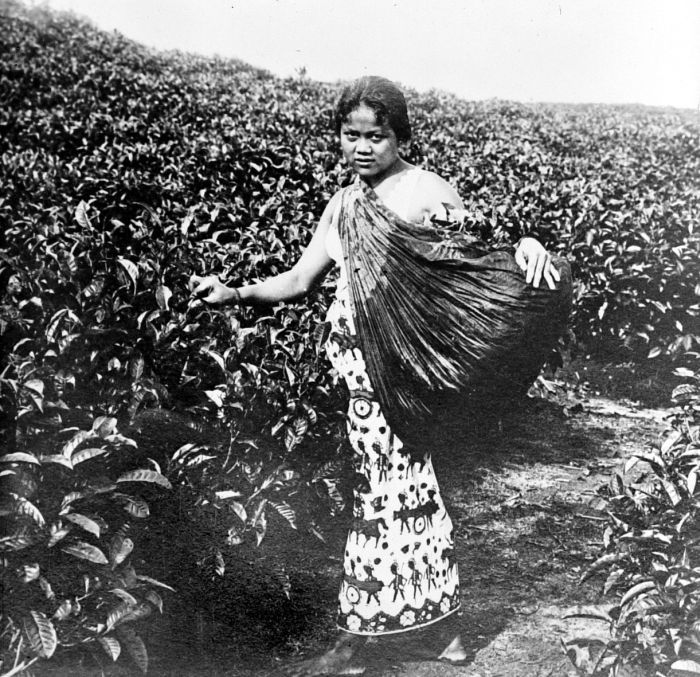
Teeernte
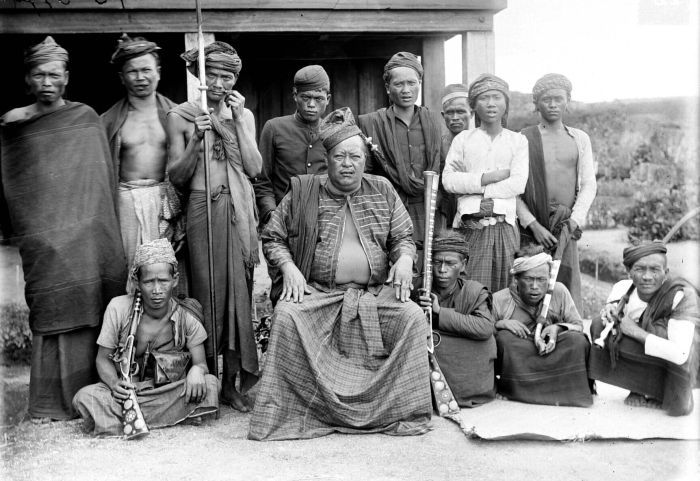
Ein Dorfoberhaupt (raja) mit Gefolge
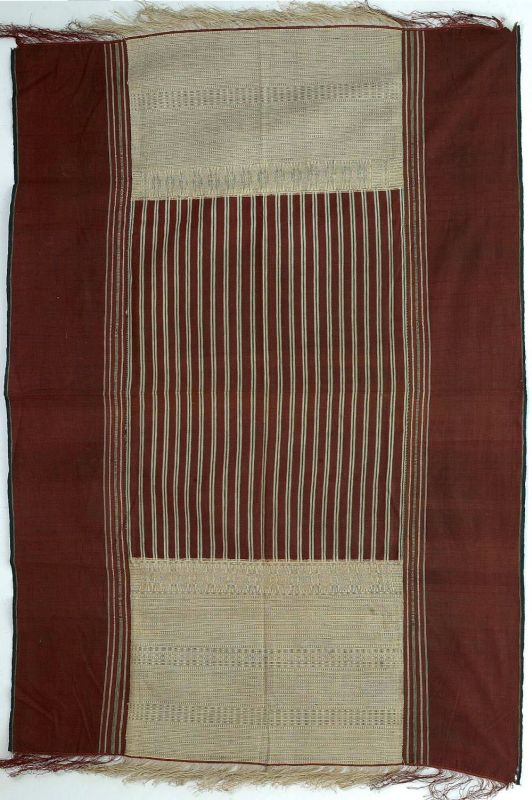
Kleidungsstück (Ulos) der Simalungun
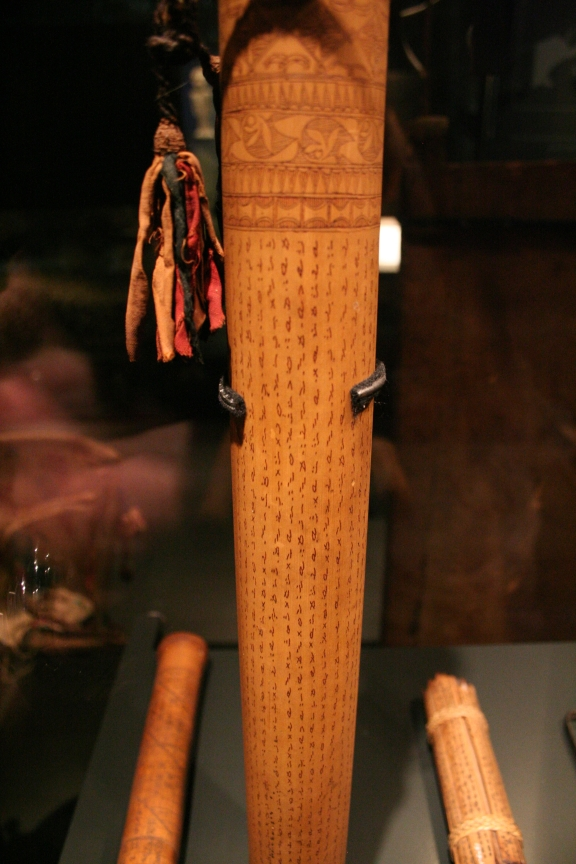
Bambus mit Simalungun-Batak-Schrift
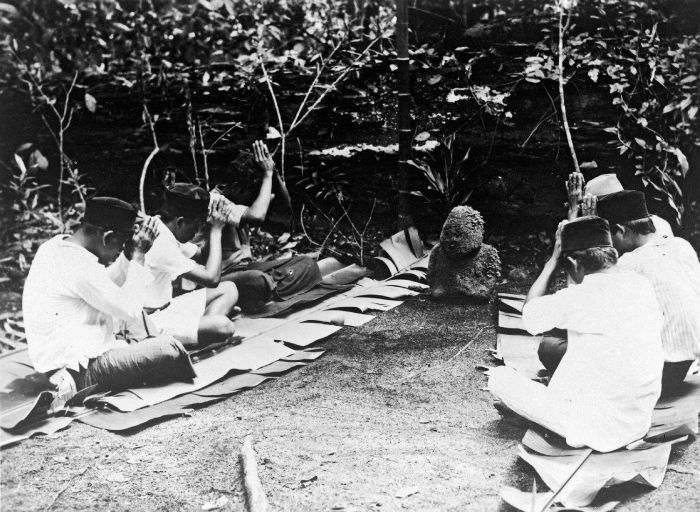
Fetischdienste
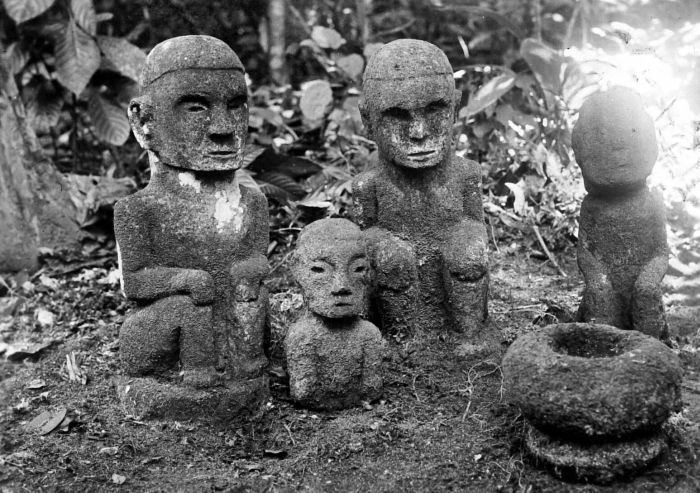
Kultfiguren der Simalungun-Batak